# مهران (رود)
رودخانه مهران نام رودخانه‌ای در جنوب ایران و یکی از نقاط دیدنی استان هرمزگان است.
این رودخانه آبش شور است، در ایام بارندگی آب از فراز کوه‌ها و دره‌ها به رودخانه سرازیر می‌شود، همچنین از کوه‌های منطقه اسیر و لامرد عبور می‌کند و از انتهای غربی شهرستان بستک یعنی ابتدای فرامرزان و در دهستان کمشک وارد بخش بستک و از شمال شهر جناح گذشته به سمت جنوب و مشرق منحرف شده، از جنوب صحرای خلوص و دهستان هرنگ وارد بخش کوخرد می‌شود. سپس از جنوب دهستان کوخرد می‌گذرد و از منطقه‌ای به نام برمه چشمه‌ای در شمال باغ زرد عبور می‌کند و در زیر کوهی معروف به کوه پل تیر، کوه خآب و از جنوب منطقه (خادون) و روستای آسو و از نقطه‌ای به نام مِهران که گذار راه سراسری لار به بندر لنگه در آن واقع است عبور کرده و در دهستان‌های لمزان و دژگان ادامه پیدا نموده و در محلی معروف به پل غار به خلیج فارس می‌ریزد. «بندری» از طرف جنوب رودخانه واقع شده‌است.

## مهران
مهران نام دهی بوده که سابقاً در کنار رودخانه و محل فعلی پاسگاه ژاندارمری مهران قرار داشته‌است، گویند وجه تسمیه نام مهران چنین روایت است که شخصی به نام ( جلودار مهران )) در این منطقه سکونت داشته‌است، ایشان سردار چریک‌هایی بودند که از قافله‌ها حمایت می‌کرده‌اند، این ده و رودخانه به نام ایشان به یادگار مانده‌است.
این رودخانه در مواقع عادی دارای آب زاینده‌ای است که شور است ولی در مواقع بارندگی آب فراوانی دارد که در سابق و قبل از اینکه پل به روی این رودخانه ایجاد شود موجب می‌شده چندین روز عبور و مرور بین شهرستان بستک و شهرستان بندر لنگه قطع گردد، آب کوه‌های اطراف شهر بستک و نیز کوه‌های کوهیج و فاریاب هم به‌وسیله شاخه دیگری که از جلو دهی به نام گتاو می‌گذرد به این رودخانه می‌پیوندد.

## پل جناح
پل جناح نام پلی است بر روی رودخانه مهران در پیوستگاه راه سراسری شهرستان بستک به شهر جناح که سپس به بیخهٔ فرامرزان وصل می‌شود.
پل ارتباطی جناح با جاده ارتباطی شهر بستک به بندر لنگه، شهر جناح را به جاده سراسری وصل کرده‌است.

## موقعیت رودخانه مهران
- موقعیت رودخانه مهران بر روی Google Maps

## فهرست منابع و مآخذ
- محمدیان، کوخردی، محمد، “ «به یاد کوخرد» “ ج۱. چاپ اول، دبی: سال انتشار ۲۰۰۳ میلادی.
- سلامی، بستکی، احمد.  (بستک در گذرگاه تاریخ)  ج۲ چاپ اول، ۱۳۷۲ خورشیدی.
- عباسی، قلی، مصطفی،  «بستک وجهانگیریه» ، چاپ اول، تهران: ناشر: شرکت انتشارات جهان معاصر، سال ۱۳۷۲ خورشیدی.
- بالود، محمد.  (فرهنگ عامه در منطقه بستک)  ناشر همسایه، چاپ زیتون، انتشار سال ۱۳۸۴ خورشیدی.
- مهندس: موحد، جمیل. (بستک و خلیج فارس) چاپ اول، تهران: سال انتشار ۱۳۴۳ خورشیدی.
- بنی عباسیان، بستکی، محمد اعظم،  «تاریخ جهانگیریه»  چاپ تهران، سال ۱۳۳۹ خورشیدی.
- الکوخردی، محمد، بن یوسف، (کُوخِرد حَاضِرَة اِسلامِیةَ عَلی ضِفافِ نَهر مِهران Kookherd, an Islamic District on the bank of Mehran River) الطبعة الثالثة، دبی: سنة ۱۹۹۷ للمیلاد.
- اطلس گیتاشناسی استان‌های ایران [Atlas Gitashenasi Ostanhai Iran] (Gitashenasi Province Atlas of Iran).
- محمد، صدیق «تارخ فارس» صفحه‌های (۵۰–۵۱–۵۲–۵۳)، چاپ سال ۱۹۹۳ میلادی.